# إيفيت هيرل
ستيلا إيفيت هيريل (بالإنجليزية: Stella Yvette Herrell) هي سياسية أمريكية من الحزب الجمهوري ولدت في يوم 16 مارس 1964 في بلدة رويدوسو في نيومكسيكو وهي عضوة في أمة شيروكي. أكملت دراسة إدارة الأعمال في معهد آي تي تي التقني. أنتخب في سنة 2020 كنائبة في مجلس النواب الأمريكي عن المقاطعة الثانية لولاية نيومكسيكو. هي أول نائبة من السكان الأصليين في الحزب الجمهوري وأول نائبة من أمة شيروكي.